# Radioagronomie
Die Radioagronomie ist eine Forschungsrichtung, in der die Folgen radioaktiver Substanzen auf Pflanzen, vorwiegend landwirtschaftlich genutzter Pflanzen, untersucht wird.
Hierbei lässt sich der Nährstoffhaushalt analysieren, insbesondere kann durch radioaktiv markierte Stoffe die Wanderung der Nährstoffe und deren Speicherung beobachtet werden.
Eins der ersten Institute für Radioagronomie befindet sich beim Forschungszentrum Jülich, wo beispielsweise auch die Wirksamkeit von Pestizid und Fungiziden auf diese Weise ermittelt wird.